# Pinocchio (2014)
Pinocchio (kor.: 피노키오) ist eine südkoreanische Fernsehserie, die von 2014 bis 2015 in 20 Folgen auf dem südkoreanischen Sender SBS ausgestrahlt wurde. Die Hauptdarsteller sind Lee Jong-suk, Park Shin-hye, Kim Young-kwang.

## Handlung
Im Jahr 2000 führt Gi Ha-myeong ein glückliches Leben mit seinen Eltern und seinem älteren Bruder Jae-myeong, bis sein Vater Gi Ho-sang, der Hauptmann der Feuerwehrmannschaft, während eines Rettungsversuchs in einer Fabrik zusammen mit einigen seiner Männer durch eine Explosion stirbt. Als der Körper von Ho-sang zunächst fehlt, sensibilisieren die Medien den Fall, indem sie ihn zum Sündenbock machen. In einem Kampf um Einschaltquoten behauptet der MSC-Reporter Song Cha-Ok, Ho-sang habe die Explosion überlebt und verstecke sich derzeit, weil er für den Tod seiner Männer verantwortlich sei. Dies führt dazu, dass die Gi-Familie in ihrer Nachbarschaft Ausgestoßene und Objekt nationaler Verachtung wird. Gi Ho-sangs Frau tötet sich selbst und ihren jüngeren Sohn (Ha-myeong), indem sie von einer Klippe springt, und Jae-myeong beschuldigt die Medien, insbesondere Cha-ok, für ihren Tod. Aber Ha-myeong lebt. Er wurde von Choi Gong-pil, einem netten älteren Mann, der auf Hyangri Island lebt, aus dem Wasser gerettet. Gong-pil, der entweder an der Alzheimer-Krankheit oder traumainduziertem Gedächtnisverlust leidet, glaubt, dass Ha-myung sein älterer Sohn Choi Dal-po ist, ein Einfältiger, der vor dreißig Jahren gestorben ist. Ha-myeong, der niemanden sonst auf der Welt hat, nimmt die Täuschung auf und behandelt Gong-pil als seinen Vater. Gong-pil nimmt offiziell Ha-myeong, jetzt Dal-po genannt, an und stellt ihn als seinen ältesten Sohn ins Familienregister. Fünf Monate später, als Gong-Pils jüngerer Sohn Choi Dal-pyung mit seiner Tochter Choi In-ha auf die Insel zieht, sind sie verblüfft, von Gong-pil aufgefordert zu werden, einen bloßen Jungen als ihren „älteren Bruder“ und „Onkel“ anzusprechen. Choi In-ha hat das „Pinocchio-Syndrom“, was dazu führt, dass sie sich verschluckt, wenn sie eine Lüge erzählt. Sie vergöttert ihre Mutter und hasst es, nach der Scheidung ihrer Eltern, auf der Insel zu leben. Die flüchtige Freundschaft zwischen Dal-po und In-ha wird jedoch enttäuscht, als er erfährt, dass In-has Mutter niemand anderes als Song Cha-ok ist.
Fünf Jahre später sind In-ha und Dal-po Gymnasiasten und Klassenkameraden in ihrer Kleinstadt-Oberschule. Dal-po, der eigentlich ein Genie ist, gibt vor, dumm zu sein (wie der echte Dal-po) und erhält in seinen Testergebnissen Nullen, um die Täuschung vor Choi Gong-pil aufrechtzuerhalten. Dal-po ist in der Schule ohne Freunde, während In-ha das beliebteste Mädchen ist. Dal-po mag heimlich In-ha, und er wird gezwungen, zunächst an einer Fernseh-Quizshow teilzunehmen, um Ahn Chan Soo, der in In-ha verliebt ist, daran zu hindern, ihr im nationalen Fernsehen zu gestehen. Im Fernsehstudio stößt er auf den Showproduzenten Hwang Gyo-dong, der ein YGN-Reporter und einer der Rivalen von Cha-ok war. Nachdem sie Dal-po im Fernsehen gesehen hat, und obwohl sie weiß, dass ihr Pinocchio-Syndrom ihre Berufswahl einschränkt, beschließt In-ha, Journalistin zu werden.
Im Jahr 2013 ist die Familie Choi zurück in die Stadt gezogen. In-ha hat die letzten drei Jahre nach dem College studiert, um Reporterin zu werden, scheitert jedoch ständig an ihren Vorstellungsgesprächen. Auf der anderen Seite ist Dal-po gezwungen, als Taxifahrer zu arbeiten, um über die Runden zu kommen. Cha-ok, die ihre Tochter seit einem Jahrzehnt nicht mehr gesehen hat und jetzt die Nachrichtensprecherin und Abteilungsleiterin der MSC ist, scheitert bei ihrem letzten Interview an In-ha und sagt, ein Reporter mit Pinocchio-Syndrom sei nutzlos. Als sie sieht, wie verletzt In-ha von der Ablehnung ihrer Mutter ist, entschließt sich Dal-po, ihr zu helfen, ihren Traum zu verwirklichen, und verkündet, dass er auch Reporter werden will. Einen Monat später bewerben sich In-ha und Dal-po bei YGNs „blindem“ Vorsprechen für Reporter, aber nur Dal-po wird eingestellt. Als er mit Gyo-dong, dem derzeitigen Chef der Nachrichtenredaktion von YGN, konfrontiert wird, gesteht Dal-po seine wahre Identität und sein eigentliches Motiv, den Job anzunehmen: Er will seinen älteren Bruder Jae-myung finden und den Namen ihres Vaters klären. Aber was er nicht weiß, ist, dass Jae-myung sich an den Fabrikarbeitern rächte, die über ihren Vater gelogen hatten, indem sie zwei von ihnen töteten und den dritten einrahmten. In der Zwischenzeit nimmt Cha-ok mit der Glaubwürdigkeitsbewertung von MSC auf einem Allzeittief an In-ha teil und verwendet ihr Pinocchio-Syndrom in einem Werbegag. So werden Dal-po und In-ha zu Rookies in rivalisierenden Netzwerken, und unter ihren Kollegen sind Seo Beom-jo, der aus einem reichen, geschützten Chaebol-Hintergrund kommt und über eine falsche Handynummer mit In-ha in Verbindung steht, und Yoon Yoo-rae, einst ein Idol-Sasaeng-Fan, der nun diese obsessiven und entschlossenen Züge in ihrer neuen Arbeit einsetzt.
Später in ihrer Arbeit entdeckt In-ha die wahre Identität von Choi Dal-po als Ki Ha-myung und ist angewidert von dem, was ihre Mutter Cha-ok während des Brandunfalls mit seiner Familie anstellte. In einem Vortrag, der von Cha-ok gehalten wurde, erhob sich In-ha gegen sie und enthüllte dabei, dass Jae-myung, sein toter Bruder, tatsächlich am Leben ist. Zusammen versuchen sie, Cha-ok durch ihre ehrlichen Nachrichten zu bringen, während sie gleichzeitig eine größere Verschwörung in der Nachrichtenindustrie aufdecken.

## Hauptfiguren

### Choi Dal-po/Ki Ha-myung
Nachdem ein irreführender Bericht seine Familie zerstört hatte, begann Ha-myung ein neues Leben als Dal-po zu führen. Er versteckt seine Intelligenz und vergangene Erinnerungen hinter einer Fassade. Seine Gefühle für In-ha waren immer im Widerspruch zu seinem Hass auf ihre Mutter. Nach Jahren als Taxifahrer beschließt er, Reporter bei In-ha zu werden, um die Unschuld seiner Familie zu beweisen und Reporter Song Cha-ok zu zeigen, was es bedeutet, ein wahrer Reporter zu sein. Jedoch erkennt Dal-po bald, dass ein Reporter ständig mit der Idee von Gerechtigkeit und Wahrheit in einer Welt kämpfen muss, in der jeder die Tatsachen für ihre eigenen Interessen verstecken will.

### Choi In-ha
In-ha leidet unter dem Pinocchio-Syndrom, wo sie nicht ohne Schluckauf lügen kann. Statt sich aus der Welt zurückzuziehen, glaubt sie daran, es so zu erzählen, wie es ist. In-ha beschließt, Reporterin zu werden, weil sie glaubt, es könnte sie ihrer Mutter, Song Cha-ok, näher bringen, die sie immer schon vergöttert hat. Hartnäckig und willensstark, glaubt In-ha, dass alle gemeldeten Nachrichten völlig wahrheitsgemäß sein müssen, und tut alles, um dies zu erreichen. Gemeinsam mit Dal-po entwirrt sie die Wahrheit hinter einer größeren Verschwörung und stellt sich dabei ihrer Mutter gegenüber auf. Obwohl In-ha anfänglich Dal-po als Familie behandelt, werden ihre wachsenden Gefühle ihm gegenüber mit ihrem Schluckauf unleugbar.

### Seo Beom-jo
Als junger Mann, der mit einem goldenen Löffel im Mund geboren wurde, lebte Beom-jo ein wenig aufmunterndes, aber zufriedenes Leben, bis er von einem Mädchen namens In-ha Texte erhielt, die für ihre Mutter bestimmt waren. Beom-jo wurde fasziniert, als die Texte stetig über die Jahre kamen und sein Interesse weckten, In-ha zu treffen. Er verlässt seinen Job als Redakteur für Modezeitschriften und beschließt, bei In-ha mitzumachen und Reporter zu werden. Auf seinem Weg, Reporter zu werden, entdeckt Beom-jo schnell die Macht der Medien und wählt dabei zwischen Gerechtigkeit oder Verwandtschaft.

## Besondere Gastauftritte
- Im Sung-hoon als Quiz-show Gastgeber (ep 1–2)
- Jang Gwang als Schulleiter (ep 2)
- Jung Woong-in als Min Joon-gook (ep 2)
- Jang Hang-jun als Director (ep 2)
- Kim Min-jung als Dal-pos. blind-Date Gastgeber (ep 3)
- Lee Bo-young als Hye-sung. Autonavigation (ep 3)
- Kim Heechul als Yoo-raes. Handyhintergrund (ep 8)
- Bae Suzy als Beom-jos Blind-Date Gastgeber (ep 12)
- Yoon Sang-hyun als Cha Gwan-woo, Jae-myung's Pflichtverteidiger (ep 12)
- Lee Joon als Fama, Sänger (ep 19)[3]
- Kangnam als Cha-oks Schüler (ep 20)[4]
- Shin Jae-ha als Shin Jae-Ha (ep 20)

## Episodenliste
| Episoden-Nr. | Originaltitel              | Deutscher Titel              | Ausstrahlung      |
| ------------ | -------------------------- | ---------------------------- | ----------------- |
| 1            | Pinocchio                  | Pinocchio                    | 12. November 2014 |
| 2            | The Ugly Duckling          | Das hässliche Entlein        | 13. November 2014 |
| 3            | The snow Queen             | Die Schneekönigin            | 19. November 2014 |
| 4            | Romeo and Julie            | Romeo und Julia              | 20. November 2014 |
| 5            | The King Has Donkey Ears   | Der König hat ein Eselsohr   | 26. November 2014 |
| 6            | Two Years' Vacation        | Zwei Jahre Urlaub            | 27. November 2014 |
| 7            | The Frog in the Well       | Der Frosch im Brunnen        | 3. Dezember 2014  |
| 8            | A Lucky Day                | Ein glücklicher Tag          | 4. Dezember 2014  |
| 9            | The Pied Piper of Hamelin  | Der Rattenfänger von Hameln  | 10. Dezember 2014 |
| 10           | The Boy Who Cried Wolf     | Der Junge, der "Wolf" schrie | 11. Dezember 2014 |
| 11           | A Midsummer Night's Dream  | Ein Sommernachtstraum        | 17. Dezember 2014 |
| 12           | The Magic Flute            | Die magische Flöte           | 18. Dezember 2014 |
| 13           | The Gift of the Magi       | Das Geschenk der Magier      | 24. Dezember 2014 |
| 14           | Hansel and Grete           | Hänsel und Gretel            | 25. Dezember 2014 |
| 15           | Don Quixote                | Don Quijote                  | 1. Januar 2015    |
| 16           | The Emperor's New Clothes  | Des Kaisers neue Kleider     | 7. Januar 2015    |
| 17           | The Scarlet Letter         | Der Scharlach Brief          | 8. Januar 2015    |
| 18           | The Red Shoes              | Die Roten Schuhe             | 14. Januar 2015   |
| 19           | The North Wind and the Sun | Der Nordwind und die Sonne   | 14. Januar 2015   |
| 20           | Peter Pan                  | Peter Pan                    | 15. Januar 2015   |

## Auszeichnungen und Nominierungen
| Jahr | Auszeichnung                         | Kategorie                                                   | Empfänger                      | Endergebnis |
| ---- | ------------------------------------ | ----------------------------------------------------------- | ------------------------------ | ----------- |
| 2014 | 27. Grimae-Preise                    | Bester Schauspieler                                         | Lee Jong-Suk                   | gewonnen    |
| 2014 | SBS-Dramapreise                      | Top Excellence Award, Schauspieler in einem Drama Special   | Lee Jong-Suk                   | Nominiert   |
| 2014 | SBS-Dramapreise                      | Top Excellence Award, Schauspielerin in einem Drama Special | Park Shin-hye                  | gewonnen    |
| 2014 | SBS-Dramapreise                      | Top 10 Stars                                                | Lee Jong-Suk                   | gewonnen    |
| 2014 | SBS-Dramapreise                      | Top 10 Stars                                                | Park Shin-hye                  | gewonnen    |
| 2014 | SBS-Dramapreise                      | SBS Sonderpreis                                             | Lee Jong-Suk                   | gewonnen    |
| 2014 | SBS-Dramapreise                      | Netizen-Popularitätspreis                                   | Lee Jong-Suk                   | nominiert   |
| 2014 | SBS-Dramapreise                      | Netizen-Popularitätspreis                                   | Park Shin-hye                  | nominiert   |
| 2014 | SBS-Dramapreise                      | Bestes Paar-Auszeichnung                                    | Lee Jong-suk and Park Shin-hye | gewonnen    |
| 2014 | SBS-Dramapreise                      | New Star Award                                              | Kim Young-kwang                | gewonnen    |
| 2014 | SBS-Dramapreise                      | New Star Award                                              | Lee Jong-Suk                   | gewonnen    |
| 2015 | 51. Baeksang Kunstpreise             | Beste Schauspielerin (TV)                                   | Park Shin-hye                  | nominiert   |
| 2015 | 51. Baeksang Kunstpreise             | Beliebtester Schauspieler (TV)                              | Lee Jong-Suk                   | gewonnen    |
| 2015 | 10. Seoul International Drama Awards | Herausragendes koreanisches Drama                           | "Pinocchio"                    | gewonnen    |
| 2015 | 8. Korea-Drama-Preise                | Top-Exzellenz-Preis, Schauspieler                           | Lee Jong-suk                   | gewonnen    |
| 2015 | 8. Korea-Drama-Preise                | Top Excellence Award, Schauspielerin                        | Park Shin-hye                  | nominiert   |
| 2015 | 4. APAN-Starpreise                   | Top Excellence Award, Schauspielerin in einer Miniserie     | Park Shin-hye                  | nominiert   |
| 2015 | 4. APAN-Starpreise                   | Bester junger Schauspieler                                  | Nam Da-reum                    | gewonnen    |
| 2015 | 4. APAN-Starpreise                   | Bester Produktionsleiter                                    | Jo Soo-won                     | gewonnen    |
| 2015 | 4. APAN-Starpreise                   | Best Original Soundtrack                                    | "Pinocchio" von Roy Kim        | gewonnen    |

## Soundtracks
| Nummer | Titel              | übersetztes Titel       | Sänger                   |
| ------ | ------------------ | ----------------------- | ------------------------ |
| 1      | First Love         | erste Liebe             | Tiger JK featuring Punch |
| 2      | Pinocchio          | Pinocchio               | Kim Roy                  |
| 3      | Non-Fiction        | Non-Fiction             | Every Single Day         |
| 4      | Love Is like Snow  | Liebe ist wie Schnee    | Park Shin-hye            |
| 5      | The Only Person    | die einzige Person      | K.Will                   |
| 6      | Kiss Me            | Küss mich               | Zion.T                   |
| 7      | Passionate to Me   | Leidenschaftlich zu mir | Younha                   |
| 8      | You're the One     | Du bist der Eine        | Kim Bo-kyung             |
| 9      | Dreaming a Dream   | einen Traum träumen     | Park Shin-hye            |
| 10     | Challenge          | Challenge               | Every Single Day         |
| 11     | My Story           | meine Geschichte        | Every Single Day         |
| 12     | Tears in the Crowd | Tränen in der Menge     | Various Artists          |
| 13     | Pino Dream         | Pino Traum              | Various Artists          |
| 14     | Calm and Passion   | Ruhe und Leidenschaft   | Various Artists          |
| 15     | Mysteric Them      | Mysteriöse Sachen       | Various Artists          |

## Internationale Ausstrahlung
- China – Youku Tudou: Die Online-Übertragungsrechte wurden zu einem Rekordpreis von 280.000 US-Dollar pro Folge verkauft. Damit ist es das teuerste koreanische Drama, das jemals in China verkauft wurde.[7] Ab dem 23. Januar 2015 gab es eine kumulierte Sicht von 1 Milliarde in der chinesischen Video-Sharing-Website Youku.[8][9]
- Indonesien – ONE TV ASIA[10]
- Japan – EISEI GEKIJO (衛星劇場: Satelliten-Theater)[11]
- Malaysia – ONE TV ASIA & 8TV (Malaysia)
- Israel – Viva Plus[12]
- Singapur – ONE TV ASIA
- Taiwan – ETTV
- Vereinigte Staaten – KBFD
- Hongkong – Now TV
- Mongolei – Mongol TV
- Myanmar – Channel 7 (März 2015–Mai 2015)
- Thailand – Channel 7 & MEDIA84 (23. Januar 2016; Wiederholung: 10. Februar 2017)
- Vietnam – HTV2 (15. Juni 2016–Juli 2016)